# Matautu (Gagaemauga)

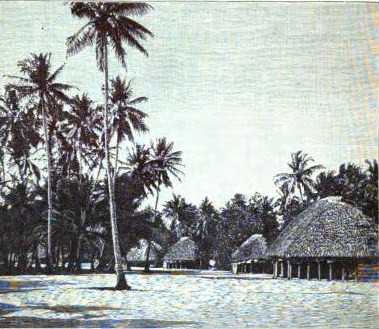
Matautu auf Savaiʻi 1902

Matautu ist der Name einer Dorfschaft an der Nordküste von Savaiʻi. Der Dörferverbund umfasst die pito-nuʻu Fagamalo, Avao, Lelepa, Safaʻi und Saleia und ist nach der Matautu Bay benannt. Er gehört zum politischen Bezirk (itūmālō; electoral district) Gaga'emauga.

## Geographie
Die Ortschaften von Matautu gruppieren sich um die Matautu Bay und das Kap Matautu Point (⊙). Von dort ziehen sich die Orte der Küste entlang: Nach Westen Lelepa (⊙), Avao (⊙) und Saleiʻa (⊙), während weiter westlich mit dem Ort Manase (⊙) der politische Bezirk Gagaifomauga beginnt. Nach Osten ziehen sich vom Kap die Orte Fagamalo (⊙), Satoʻalepai (⊙) und Safaʻi (⊙). Weiter östlich liegt der Ort Saleʻaula (⊙). Satoʻalepai kam erst in neuerer Zeit zur Einheit Matautu. Von Lelepa aus im Inland liegt der Ort Vaipouli (⊙) mit dem Vaipouli College und der Itu-o-Tane High School. Von dort kommt auch die Wasserversorgung. Zahlreiche Stichstraßen führen ins Landesinnere.
Die Landschaft ist geprägt von den alten Riffkronen der Korallenriffe, durch die bei Fagamalo auch größere Lagungen entstanden sind. Ins Meer hinein schieben sich jüngere Saumriffe.

### Matautu Bay
Die Matautu Bay (⊙) zieht sich vom Matautu Point nach Südwesten. Dort gibt es einen Einschnitt im Riffsaum, wohl weil die Flüsse Muliolo (Matavai, ⊙) und Muligaauau (⊙) dort ins Meer münden. Entlang der Bucht gibt es zahlreiche Restaurants und Hotels.

## Geschichte
Im späten 18. Jahrhundert, der Kolonialzeit in Samoa wurde Fagamalo, welches schon damals ein Kai und einen Ankerplatz hatte, das Hauptverwaltungszentrum von Savaiʻi. Es gab ein Hospital, eine Schule und Gerichtsgebäude.
George Pratt (1817–1894), ein Missionar der London Missionary Society lebte lange Jahre in Matautu. Er verfasste das erste Samoanisch-Englische Wörterbuch A Grammar and Dictionary of the Samoan Language, with English and Samoan Vocabulary (gedruckt 1862).
Die mündliche Überlieferung besagt, dass Matautu der Distrikt ist, der im Krieg die Angriffe leitet. Es heißt, dass die ersten Siedler Menschen von Fidschi beziehungsweise Fiti waren.

## Legenden
Tui Fiti eine Gottheit der Samoanischen Mythologie wohnt in dem Heiligen Hain vao sa in Fagamalo.